# Nikolai Krestinski
Nikolai Nikolàievitx Kretinski (rus: Никола́й Никола́евич Крести́нский; 13 d'octubre de 1883 – 15 de març de 1938) va ser un revolucionari bolxevic rus i un polític soviètic.

## Orígens
Kretinski va néixer a la ciutat de Mahiliou, actualment al voblast de Mahiliou, Belarús. Segons l'arxiver rus A.B. Roginki, Kretinski era d'ètnia russa; mentre que d'altres fons citen que tenia orígens ucraïnesos, tot i que d'acord amb Fèlix Txuev, Viatxeslav Mólotov afirmava que la família de Kretinski s'havia convertit del judaisme al cristianisme rus.

## Ascens al poder
Kretinski s'uní al Partit Obrer Socialdemòcrata Rus el 1903, unint-se a la facció bolxevic. Després de la Revolució de Febrer de 1917, que acabà amb la monarquia a Rússia, demostrà ser un organitzador capaç i va ser elegit pel Comitè Central del Partit Bolxevic el 3 d'agost de 1917. El 16 de gener de 1919 va ser fet membre del primer Orgburó soviètic, i el 25 de març del mateix any membre del Politburó. A més, va ser fet membre del Comitè Central del Secretari Responsable del Partit Bolxevic el 29 de novembre, servint en aquest càrrec un any i mig.

## Caiguda del poder
A finals de 1920 i inics de 1921, després de la victòria bolxevic a la Guerra Civil Russa, Kretinski donà suport a la facció de Leon Trotski en una disputa cada vegada més amarga sobre la direcció del país. Després de la victòria de Vladímir Lenin al X Congrés del Partit del març de 1921, Kretinski perdé els seus càrrecs al Politburó, a l'Orgburó i al Secretariat, sent nomenat ambaixador soviètic a Alemanya. El càrrec era important i sensible a causa de la relació crucial i delicada de la Rússia Soviètica amb Alemanya en aquells moments, però realment no era tan important com els càrrecs que abandonava.
Kretinski donà suport a Trotski i a l'Oposició d'Esquerra entre 1923 i inicis de 1927, però a finals d'aquell any se separà de Trotski, fins a trencar amb l'oposició a l'abril de 1928.

## El judici-espectacle
Kretinski continuà treballant com a diplomàtic dins el 1937, quan va ser detingut durant la Gran Purga. Va ser sotmès a judici (com a part del Judici dels Vint-i-un) el 12 de març de 1938. Mentre que la majoria de la resta d'acusats van admetre la seva culpa durant els Judicis Espectacle de Moscou, Kretinski inicialment ho negà tot, però l'endemà ho capgirà tot:
El 12 de març va dir al jutge president, Vasili Ulrikh:
| « | Mai no he estat un membre del "bloc de l'ala dreta i trotskista", que no sabia ni que existís. No he comès cap dels crims dels que hem culpen; i en particular, no sóc culpable d'haver mantingut relacions amb el servei secret alemany. | » |

Però el dia, després de mesures especials que li dislocaren l'espatlla entre altres coses, va capgirar el seu al·legat dient:
| « | Ahir, sota la influència d'una momentània sensació de falsa vergonya, provocat per l'atmosfera de la penosa impressió creada per la lectura pública de l'acusació, agreujat per la meva mala salut, no us vaig dir la veritat, no podia dir que era culpable. I en lloc de dir "Sí, sóc culpable", gairebé vaig respondre de forma mecànica: "No, no sóc culpable". | » |

Als documents interns del NKVD es descobrí que Nikolai Krestinski (juntament amb Nikolai Bukharin i Christian Rakovski) va ser sentenciat a ser afusellat el 2 de març de 1938, el dia que s'inicià el judici. Si bé podria tractar-se d'un error, fa reflexionar sobre la possibilitat que la sentència real podria haver estat ja decidida prèviament a l'inici del judici.
Va ser parcialment exonerat dels seus càrrecs durant la desestalinització de Nikita Khrusxov, i declarat innocent durant la perestroika.